# Ctenichneumon repentinus
Ctenichneumon repentinus är en stekelart som först beskrevs av Johann Ludwig Christian Gravenhorst 1820.  Ctenichneumon repentinus ingår i släktet Ctenichneumon och familjen brokparasitsteklar. Arten är reproducerande i Sverige.

## Underarter
Arten delas in i följande underarter:
- C. r. orbitalis
- C. r. maculatus